# Giovanni Pindemonte
Giovanni Pindemonte est un auteur dramatique italien, né à Vérone le 4 décembre 1751, mort à Milan le 23 janvier 1812. Il est le frère d'Ippolito Pindemonte.

## Biographie
Giovanni Pindemonte remplit les fonctions de préteur à Vicence, voyagea ensuite en France, puis devint membre du parlement de la République italienne. De bonne heure, il avait manifesté du goût pour la poésie.
Il se fit connaître par sa facilité à improviser et par quelques pièces de théâtre, plus pompeuses que naturelles, plus déclamatoires que touchantes, qui réussirent néanmoins à la représentation, mais qui ne peuvent supporter la lecture, tant le style en est négligé.
Outre ces pièces de théâtre, réunies et publiées sous le titre de Componimenti teatrali (Milan, 1804, 4 vol. in-8°), et dont une seule, intitulée I Baccanali, est véritablement remarquable, on a de lui une traduction en vers des Remèdes d’amour d’Ovide (Vicence, 1791, in-8°), suivie de plusieurs pièces de vers originales.

## Source
- « Giovanni Pindemonte », dans Pierre Larousse, Grand dictionnaire universel du XIXe siècle, Paris, Administration du grand dictionnaire universel, 15 vol., 1863-1890 [détail des éditions].